# Craig Weldon
Craig Steven Weldon (ur. 5 lipca 1960 w Scarborough) – kanadyjski judoka. Olimpijczyk z Seulu 1988, gdzie zajął 34. miejsce w wadze półlekkej.
Wicemistrz panamerykański w 1986. Czterokrotny medalista mistrzostw Kanady w latach 1981-1988. Uczestnik turniejów międzynarodowych.

## Letnie Igrzyska Olimpijskie 1988
| Konkurencja | Eliminacje            | Klas. końcowa |
| Konkurencja | Przeciwnik I          | Miejsce       |
| ----------- | --------------------- | ------------- |
| 65 kg       | Udo Quellmalz (GDR) P | 34.           |